# Cotinga maynana
A szilvástorkú kotinga a madarak (Aves) osztályának verébalakúak (Passeriformes) rendjébe, ezen belül a kotingafélék (Cotingidae) családjába tartozó faj.

## Rendszerezése
A fajt Carl von Linné svéd természettudós írta le 1766-ban, az Ampelis nembe Ampelis maynana néven.

## Előfordulása
A faj megtalálható az Amazonas-medence nyugati részén, Délkelet-Kolumbiában, Észak-Bolíviában,  Nyugat-Brazíliában, Peruban és Ecuadorban.
A természetes élőhelye a szubtrópusi vagy trópusi síkvidéki esőerdők és mocsári erdők, valamint folyók környéke.

## Megjelenése
Testhossza 19–19,5 centiméter, testtömege 69 gramm. Nagysága megegyezik egy seregélyével. A hím főleg kék színű, a torka lila.

## Életmódja
Csendes típusú madár, látták már együtt táplálkozni rövidfarkú papagájjal, kékszárnyú tirikával. Táplálékai közé tartoznak a rovarok, gyümölcsök, bogyók.

## Kapcsolata az emberrel
Számos bennszülött törzs használja a tollát fejdísznek.